# Stående skämt
Stående skämt (på engelska running gag) är ett humoristiskt grepp som används i flera filmer, TV-serier med mera. Tekniken bygger på att man väljer en rolig situation och därefter upprepar den konstant genom filmen/avsnittet/serien. Ofta uppstår humorn i ett stående skämt enbart av den konstanta upprepningen.
Exempel på TV-serier där stående skämt förekommer är:
- Monty Pythons flygande cirkus använder flera olika stående skämt, bland annat en riddare med en gummikyckling.
- Animaniacs
- Hipp Hipp!
- Anders och Måns bygger mycket av serien på running gags, däribland ett skämt om gynekologer som tittaren aldrig får höra poängen på.
- Morgonsoffan
- Simpsons använder två stående skämt i nästan varje avsnitt, Couch gag och Chalkboard gag
- i serien South Park dör karaktären Kenny i nästan varje avsnitt i säsong 1-5. i senare tid har detta stående skämt stort sett försvunnit.
- I Family Guy förstör Peter Clevelands hus när han badar i några episoder. Cleveland säger What the hell innan badkaret börjar sladda ner medan Clevenland säger No No No No No NO tills badkaret ramlar ner och går sönder. I ett avsnitt sade han till och med att han måste sluta bada under Peters hyss.
- I den tecknade Pokémon-serien samt Pokémon Chronicles, finns ett stående skämt där nästan alla säger fel namn på Team Rocket medlemmen Butch, istället kallar de honom Biff, Bill, Bob, Buffy, Buttch, Butcher, Hutch, Patch, Hunch, Botch, Buzz, Chuck eller Hootch. Den enda som brukar säga hans namn rätt är hans kompanjon, Cassidy (men även hon säger fel ibland). I ett avsnitt sade han till slut That does it, i'm changing my name.